# Adak (Alaska)
Adak ist eine Siedlung auf den Aleuten im Westen Alaskas und die westlichste Gemeinde der Vereinigten Staaten. Sie liegt an der Kuluk Bay auf Adak Island, etwa 2100 km südwestlich von Alaskas größter Stadt Anchorage entfernt.
Die ersten Bewohner Adaks war das Volks der Unangan. Die früher stärker bevölkerte Insel wurde zu Beginn des 19. Jahrhunderts von russischen Pelzjägern erkundet. Adak diente beginnend mit der Zeit des Zweiten Weltkriegs bis 1997 als Stützpunkt der US-Army. Es ereigneten sich hier 1957, 1964 und 1977 starke Erdbeben.
Am 27. Februar 1987 erklärte das Innenministerium der Vereinigten Staaten die Adak Army Base and Adak Naval Operating Base zur National Historic Landmark. Die Siedlung umfasst 329,8 km² und wird von 171 Personen bewohnt (Stand: 2020).